# بلبل سبز تیره
بلبل سبز تیره (نام علمی: Xanthomixis tenebrosa) نام یک گونه از سرده بلبل‌های سبز است.